# Акимовська сільська рада
Аки́мовська сільська рада (рос. Акимовский сельский совет) — сільське поселення у складі Краснощоковського району Алтайського краю Росії.
Адміністративний центр — село Акимовка.

## Населення
Населення — 517 осіб (2019; 614 в 2010, 686 у 2002).

## Склад
До складу сільської ради входять:
| Населений пункт  | Населення, осіб (2002) | Населення, осіб (2010) |
| ---------------- | ---------------------- | ---------------------- |
| Акимовка, село   | 555                    | 508                    |
| Мурзинка, селище | 131                    | 106                    |